# Anreizeffekt
Der Ausdruck Anreizeffekt bezeichnet in der Volkswirtschaftslehre den Einfluss, den politische Steuerungsversuche auf die Volkswirtschaft haben. Das unermüdliche Streben des homo oeconomicus macht ihn besonders empfänglich für Anreize. Beispiele für solche Werkzeuge sind: Mehrwertsteuer, internationale Handelsabkommen, Zulassungsbeschränkungen für ausländische Arbeitskräfte, Arbeitslosenversicherung, Zinspolitik, Preisüberwachung, Kartellverbote, Investitionsprogramme, Subventionen, Stipendien, Bankgeheimnis. 
Nicht immer richtet ein Anreiz auch die beabsichtigte Wirkung, so genannte negative Externalitäten aus. Regulatorische Eingriffe können von unerwünschten oder gar kontraproduktiven Nebenfolgen begleitet sein (Gebühr auf Kehrichtsäcke als Anreiz, Abfall zu trennen und weniger Abfall zu produzieren, kann zu einer Zunahme wilder Deponien führen. Alkoholprohibition fördert illegale Brennereien, Schmuggel, Umstieg auf Ersatzdrogen, Schwarzmärkte, gepanschte Schnäpse mit Todesfolgen und damit einen generellen Anstieg der Kriminalität). Politische Steuerungsversuche sind also immer von ungewissen Nebenfolgen begleitet. 